# نقشه شهری

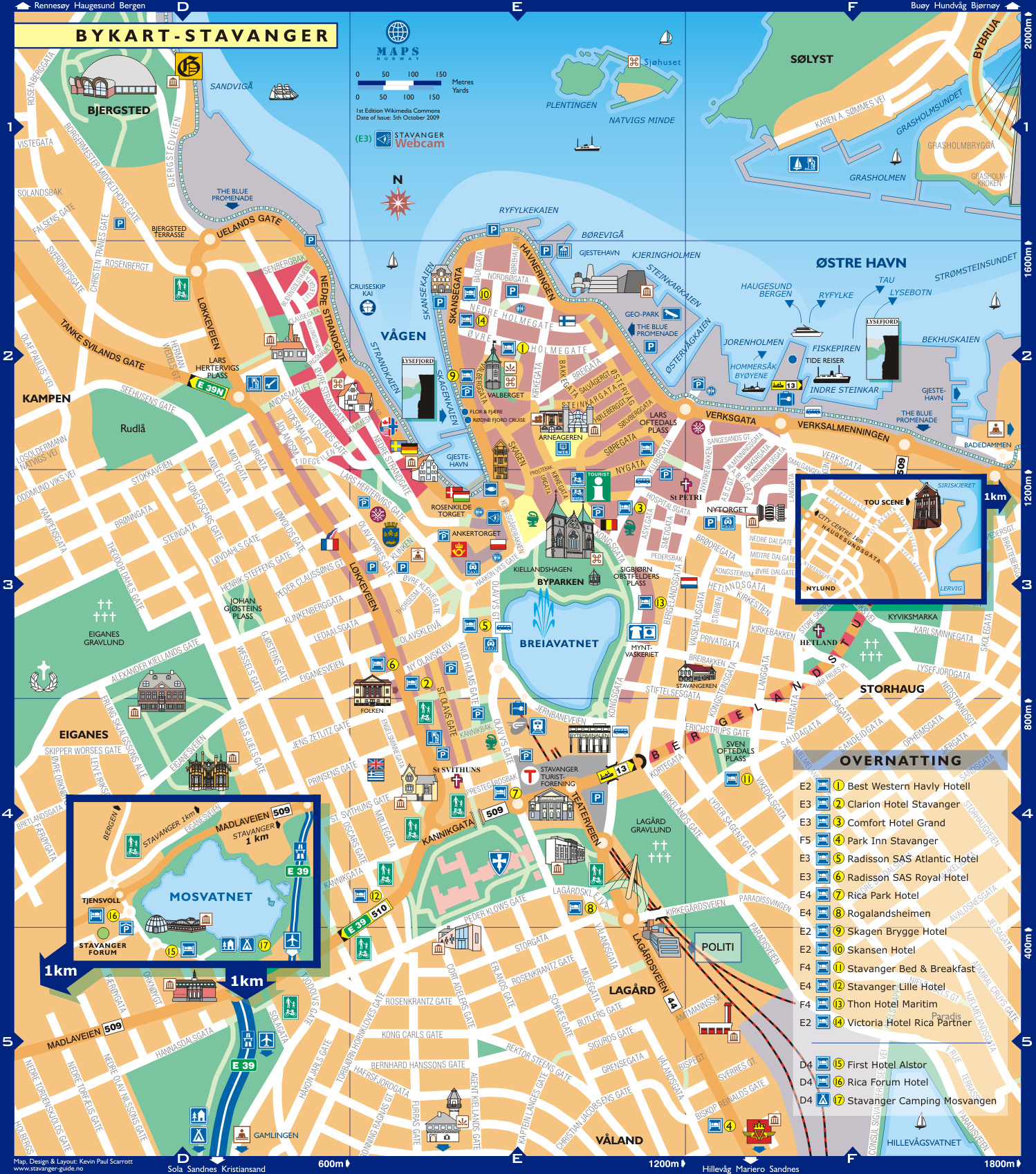
نقشه شهر استاوانگر (نروژ).

یک نقشه شهری نقشه موضوعی در مقیاس بزرگ از یک شهر (یا بخشی از یک شهر) است که برای ایجاد سریعترین موقعیت‌آگاهی ممکن در یک فضای شهری ایجاد شده‌است؛ بنابراین، نمایش گرافیکی اشیاء در نقشه شهر معمولاً بسیار ساده شده و به نمادهای عمومی تقلیل می‌یابد.
بسته به گروه یا بازار هدف، نقشه شهر نه تنها شامل شبکه حمل و نقل شهری، بلکه سایر اطلاعات مهم مانند مکان‌های دیدنی شهر یا مؤسسات عمومی نیز می‌شود.

## محتوا و طراحی

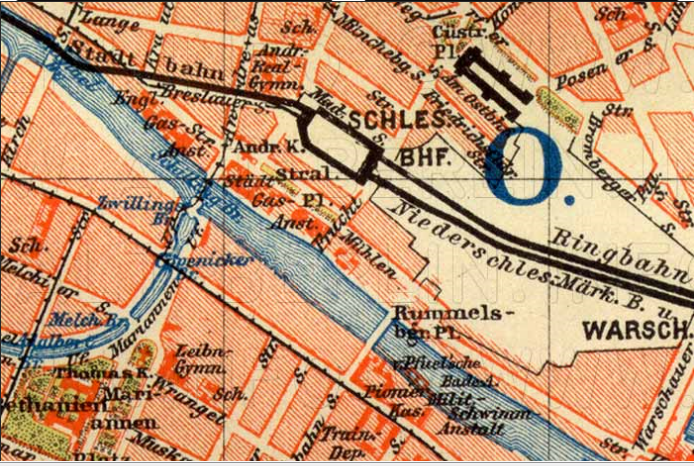
جزئیات نقشه شهر برلین در سال ۱۸۹۵ میلادی

مقیاس نقشه شهر معمولاً بین ۱:۱۰۰۰۰ تا ۱:۲۵۰۰۰ است. مناطق متراکم در مرکز شهر گاهی اوقات تا حدی در مقیاس بزرگتر، در یک نقش با جزئیات جداگانه ترسیم می‌شوند.
علاوه بر نقشه‌های تطابق داده‌شده به مقیاس خطی، نقشه‌هایی با مقیاس متغیر نیز وجود دارد. به عنوان مثال در آن ممکن است مقیاس به تدریج به سمت مرکز شهر افزایش یابد (در عکس‌برداری هوایی و روش‌های تصویرسنجی).
مرکز اطلاعات ارائه شده توسط نقشه شهر، شبکه خیابان‌ها است، از جمله نام خیابان‌های آن (اغلب با حداقل تعدادی از شماره خانه‌ها تکمیل می‌شود)، همراه با ساختمان‌ها، پارک‌ها و آبراه‌ها. خیابان‌ها و نقاط دیدنی معمولاً در یک جدول راهنما یا «legend» ثیت می‌شوند و اشیاء را روی یک شبکه نقشه روی نقشه قرار می‌دهند. مکان‌های مهمی مانند ساختمان‌های اداری، مؤسسات فرهنگی، جاذبه‌ها و غیره را می‌توان با کمک استفاده از تصویرنگاشت‌ها برجسته کرد. نقشه شهری همچنین ممکن است با نمایش امکانات حمل و نقل عمومی تکمیل شود.

## تاریخچه

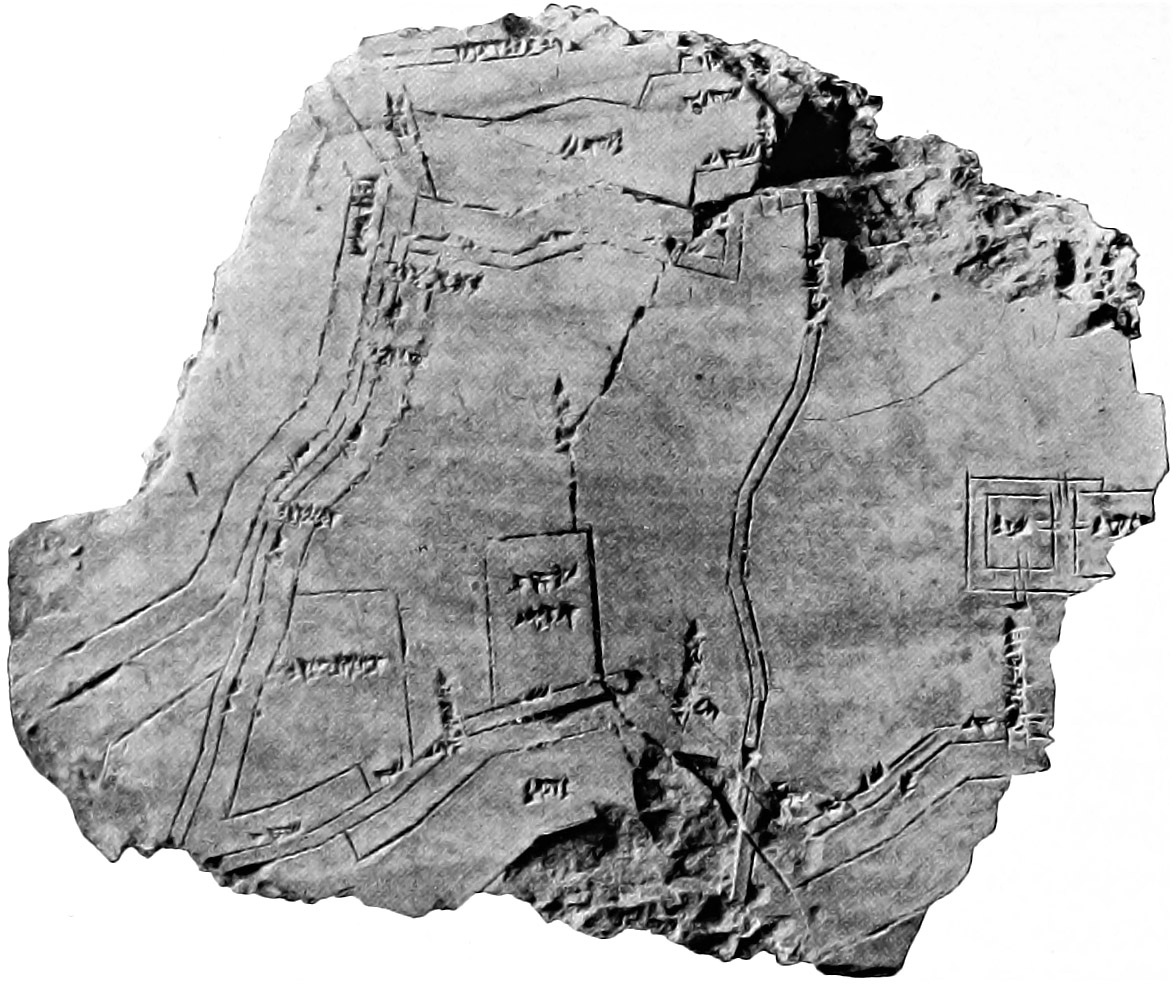
لوح رسی با نقشه شهر بابلی نیپور (حدود ۱۴۰۰ قبل از میلاد)

### خاور نزدیک باستان
در اوایل دوران تاریخی خاور نزدیک باستان، لوح‌های رسی با نمایش‌های گرافیکی و مقیاس‌بندی شده از شهرها تولید می‌شد. کاوش‌های شهر سومری نیپور قطعه‌ای از یک نقشه شهری با قدمت تقریباً ۳۵۰۰ ساله را آشکار کرد که گاهی از آن به عنوان قدیمی‌ترین نقشه شهر شناخته شده یاد می‌شود. لوح رسی معبد انلیل، یک پارک شهری، دیوار شهر شامل دروازه‌های آن، به همراه یک کانال و رودخانه فرات را به تصویر می‌کشد. اشیاء منفرد روی این نقشه قبلاً به خط میخی سومری برچسب زده شده بودند.
در فرهنگ غربی و اروپایی

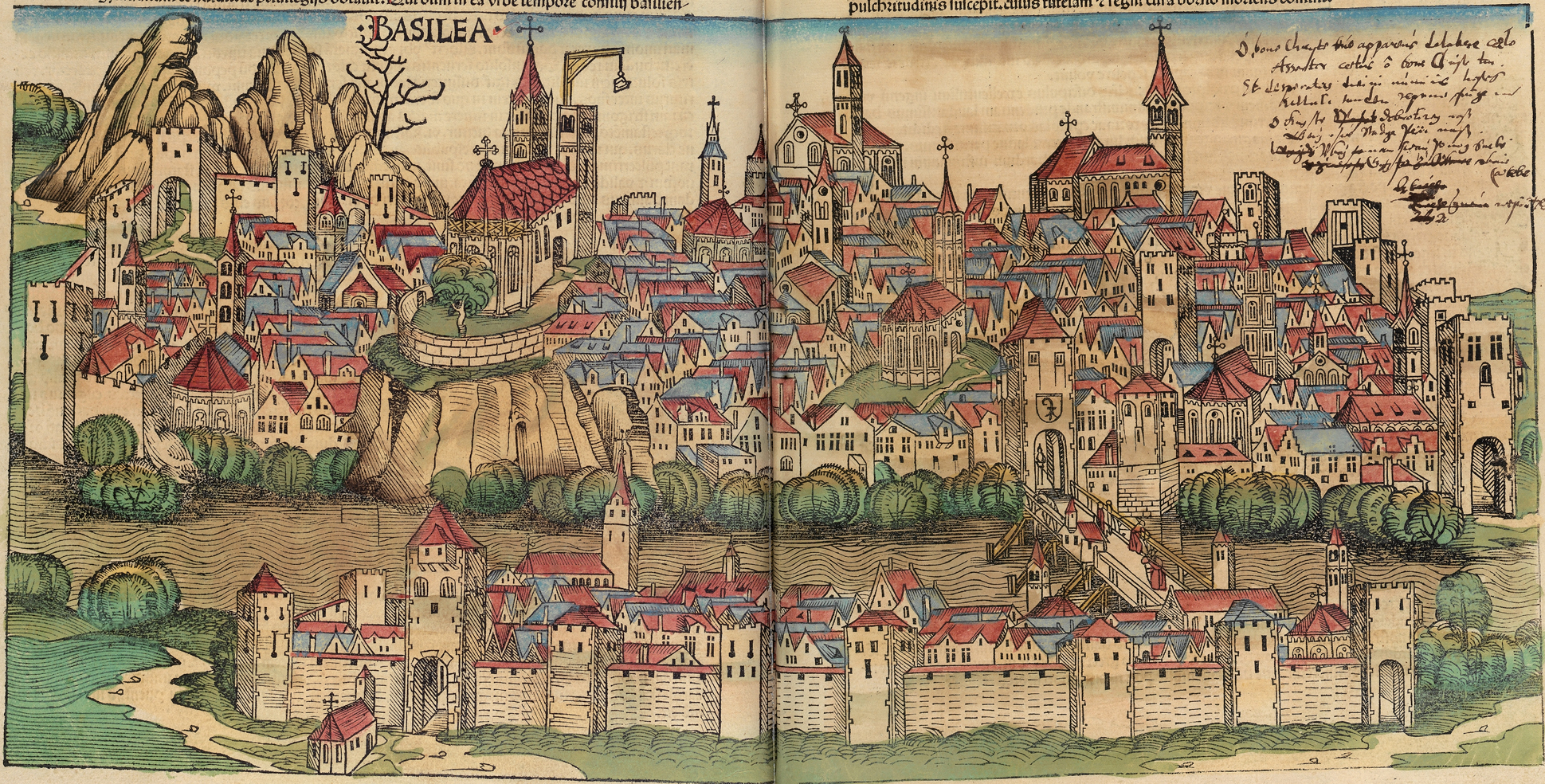
نمای بازل، سوئیس، حدود ۱۴۹۰میلادی، از «Nuremberg Chronicle»

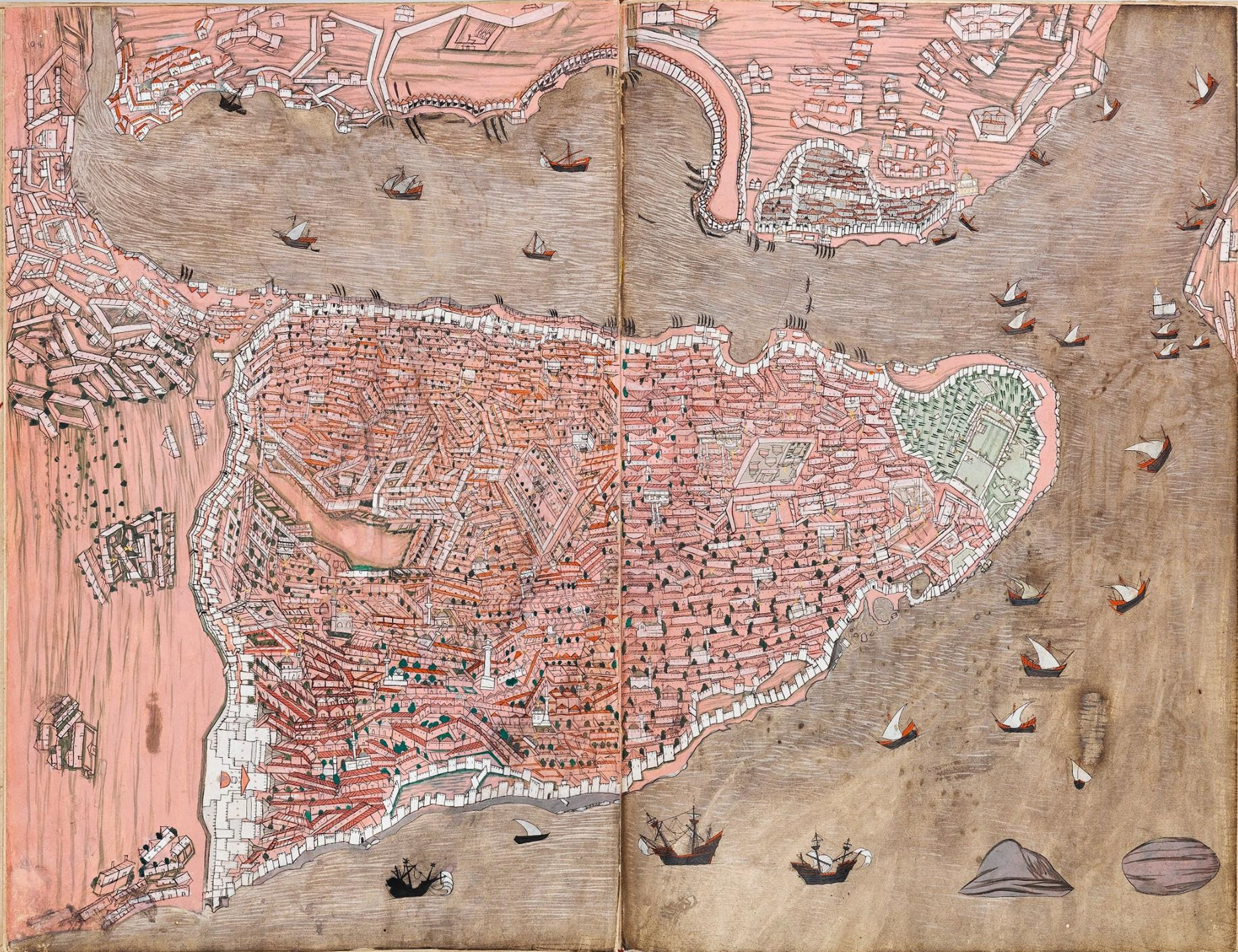
نقشه استانبول، «Hunername-I» (۱۵۲۳ میلادی)

در نسخه‌های خطی و کتاب‌های چاپی اولیه اواخر قرون وسطی، شهرها اغلب به صورت نمایه‌ای نشان داده می‌شوند، یا از منظری مرتفع به آنها نگاه می‌شود.
در آثار این دوره شرایط محلی و ویژگی‌های مربوطه - مانند بنادر، ساختمان‌های باشکوه، دیوارها و غیره - به عنوان زمینه ای برای برجسته کردن توصیفات تاریخی یا مزایای اقتصادی شهر به تصویر کشیده شده‌است. از سوی دیگر، تأکید کمتری بر دقت صورت گرفت: در تاریخچه نورمبرگ (Nuremberg Chronicle)، تنها یک چهارم نماهای شهر نمایانگر واقعی شهر موضوع بود و حتی برخی از تصاویر منفرد به‌طور همزمان برای نشان دادن چندین شهر مختلف استفاده شده‌اند.

### رنسانس اروپایی

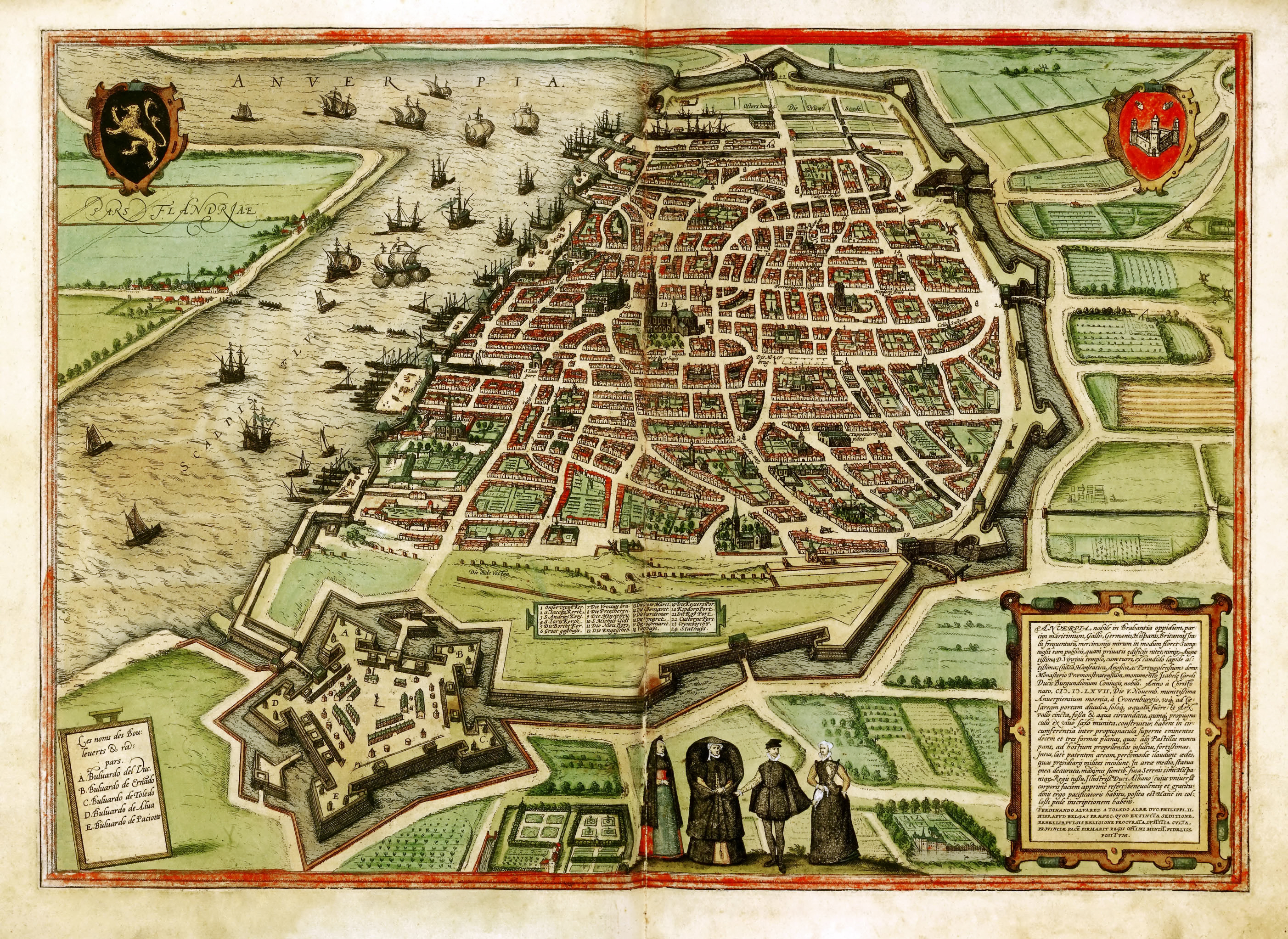
آنتورپ (حکاکی‌شده)، حدود ۱۵۷۲ میلادی، توسط گئورگ براون و فرانس هوگنبرگ.

در قرن شانزدهم، هنرمندان و دانشمندان رنسانس دانش گسترده‌ای از ژرفانمایی و ریاضی داشتند. این دانش همچنین بر کار نقشه کشان و تولید مناظر شهری (به ویژه در ایتالیا) تأثیر گذاشت. یک نوآوری کلیدی این بود که شهر دیگر صرفاً از منظری تخیلی یا واقعی به تصویر کشیده نمی‌شد، بلکه ابتدا به صورت یک نقشه دو بعدی ترسیم می‌شد و سپس با استفاده از فرایند ترسیم پرسپکتیو دقیق، به تصویری سه بعدی تبدیل می‌شد. یک نمونه اولیه از یک کار هندسی دقیق و بسیار پر جزییات از این نوع، نقشه شهر ونیز است که توسط «Jacopo de' Barbari» در حدود سال ۱۵۰۰ میلادی ایجاد شد.

### اطلس‌های جیبی قرن نوزدهم
یکی از اولین اطلس‌های جیبی شهری و اولین اطلس جیبی لندن، «اطلس مصور کالینز لندن» بود که در سال ۱۸۵۴ میلادی منتشر و توسط ریچارد جارمن (Richard Jarman) طراحی و حکاکی شد.